# Попутчик (фильм, 2007)
«Попу́тчик» (англ. The Hitcher) — полнометражный художественный фильм жанра триллер, снятый в 2007 году американским режиссёром Дэйвом Мейерсом, с Софией Буш и Шоном Бином в главных ролях. Ремейк одноимённой картины 1986 года.

## Сюжет
Студенты колледжа Джим Хэлси и Грейс Эндрюс едут через Нью-Мексико, чтобы встретиться с друзьями на весенних каникулах. В первую ночь вождения они чуть не сбили автостопщика, который стоял посреди дороги; Джим сворачивает, и машина выходит из-под контроля и останавливается. Когда мужчина приближается, Грейс настаивает на том, чтобы кто-то ещё остановился, чтобы помочь ему, и они уезжают. 
Позже той же ночью на заправке Джим встречает автостопщика, который представляется как Джон Райдер, и просит подвезти. Неохотно Джим соглашается. В дороге он становится все более жестоким и нападает на них, приставив нож к глазу Грейс. Он говорит Джиму, что единственный способ спасти их обоих — это сказать: «Я хочу умереть». Джим нажимает на тормоз, в результате чего Джон ударяется головой о лобовое стекло, а затем Джим выпинывает его из машины. Грейс говорит Джиму, что хочет вернуться домой, но он уговаривает её продолжить путешествие.
На следующий день Джим и Грейс замечают Джона в семейной машине; двое пытаются предупредить семью, но разбивают машину. Они вынуждены идти дальше пешком и в конце концов находят ту машину на обочине дороги; и дети, и мать уже мертвы, отец тяжело ранен. Они берут машину и останавливаются для них в ближайшем кафе, но мужчина умирает.
По подозрению в совершении убийств Джим и Грейс арестованы и доставлены в полицейский участок. Джон прибывает вскоре после этого и убивает всех, а Джим и Грейс убегают. Лейтенант Эстеридж приказывает остальной части участка преследовать пару, но появляется Джон и в одиночку уничтожает все полицейские машины и вертолет, помогая Джиму и Грейс сбежать от полиции.
Грейс и Джим останавливаются в мотеле. Грейс засыпает, но позже её будит Джон, который пытается изнасиловать её. Ей удается отбиться от него, и она прячется в ванной. Джон внезапно исчезает, поэтому Грейс покидает мотель, чтобы найти Джима, и находит его прикованным цепями за запястья и лодыжки между грузовиком и трейлером. Грейс подходит к грузовику, который разгоняет Джон, и требует, чтобы он остановился. Прибывает полиция и говорит ей бросить пистолет, в то время как Джон едет вперед и разрывает Джима пополам. Затем Джона задерживает полиция.
На следующее утро лейтенант Эстеридж сообщает Грейс, что настоящий Джон Райдер пропал, и они не знают истинной личности автостопщика. Он сообщает ей, что автостопщика перевезут через весь штат в другую тюрьму. Во время путешествия тот вырывается из пут и убивает всех в фургоне, в результате чего машина разбивается, а лейтенант Эстеридж и Грейс разбиваются позади них. Автостопщик стреляет в лужу бензина, поджигая её, когда Грейс удается вырваться из машины. Тем временем автостопщик стреляет и убивает лейтенанта Эстериджа, застрявшего в машине. Грейс стреляет автостопщику в спину, а затем в грудь. Автостопщик спрашивает её: «Приятно, не так ли?» на что она отвечает: «Я ничего не чувствую», прежде чем выстрелить ему в голову.

## В ролях
| Актёр             | Роль                   |
| ----------------- | ---------------------- |
| Шон Бин           | Джон Райдер (попутчик) |
| София Буш         | Грейси Эндрюс          |
| Захари Найтон     | Джим Хэлси             |
| Нил Макдонаф      | Лейтенант Эстеридж     |
| Кайл Дэвис        | продавец в магазине    |
| Скип О’Брайан     | Гарлэн Брэммер-старший |
| Трэвис Шульдт     | Гарлэн Брэммер-младший |
| Дэнни Болеро      | Офицер Эдвардс         |
| Лорен Кон         | Марлен                 |
| Яра Мартинес      | Бэт                    |
| Джеффри Хатчинсон | Молодой отец           |

## Саундтрек
Композитором этого фильма вновь стал Стив Яблонски, уже не в первый раз работающий с компанией Platinum Dunes.
1. Intro
2. The All-American Rejects — «Move Along»
3. Rain
4. Depart
5. Stephen Bishop — «On And On»
6. Hamilton, Joe Frank & Reynolds — «Fallin In Love»
7. David Gray — «From Here I Can Almost See The Sea»
8. Warning, Ryder On Board
9. Walking
10. Stay Alive
11. Innocent, Part I
12. Innocent, Part II
13. Lets Go!
14. Nine Inch Nails — «Closer»
15. Al Parsons — «Remember»
16. David Soul — «Don’t Give Up On Us»
17. Dave Matthews Band — «Out Of My Hands»
18. I Can’t
19. Arrested
20. Escape
21. Already Over
22. I Don’t Feel Anything
23. Gomez — «How We Operate»
24. End Titles.

## Критика
Фильм получил негативные отзывы кинокритиков. На сайте Rotten Tomatoes фильм имеет рейтинг 21 % на основе 97 рецензий со средним баллом 3,8 из 10. На сайте Metacritic фильм имеет оценку 28 из 100 на основе 16 рецензий критиков, что соответствует статусу «в целом неблагоприятные отзывы».

### Награды
Teen Choice Awards (2007 год):
- Актриса в фильме ужасов / триллере: София Буш (выиграла)
- Прорыв года — актриса: София Буш (выиграла)